# Дауда Сов
Дауда Демба Сов (фр. Daouda Demba Sow, нар. 19 січня 1983, Рубе) — французький професійний боксер, виступав в легкій і першій напівсередній вагових категоріях, срібний призер Олімпійських ігор 2008.

## Спортивна кар'єра
Дауда Сов був переможцем ряду боксерських змагань у Франції. Вдало виступив на Олімпіаді 2008, де зайняв друге місце.

### Виступ на Олімпіаді 2008
У першому раунді змагань переміг срібного призера Олімпіади 2004 північнокорейського боксера Кім Сонг Гук — 13-3
У другому раунді змагань переміг Хосе Педрасу (Пуерто-Рико) — 13-9
У чвертьфіналі переміг Цин Ху (Китай) — 9-6
У півфіналі переміг Йорденіс Угас (Куба) — 15-8
У фіналі програв олімпійському чемпіону 2004 Олексію Тищенко (Росія) — 9-11

### Професіональна кар'єра
4 липня 2009 року дебютував на професійному рингу.
1 липня 2011 року завоював титул чемпіона Франції у легкій вазі.
З 2016 року боксував у першій напівсередній вазі. 28 квітня 2017 року програв бій за титул чемпіона Франції у першій напівсередній вазі.